# Sumpf-Bärlapp
Der Gewöhnliche Sumpf-Bärlapp oder Moorbärlapp (Lycopodiella inundata) ist eine Pflanzenart aus der Gattung der Sumpfbärlappe (Lycopodiella) in der Familie der Bärlappgewächse (Lycopodiaceae) innerhalb der Bärlapppflanzen (Lycopodiophyta). Sie gedeiht in Mooren.

## Beschreibung

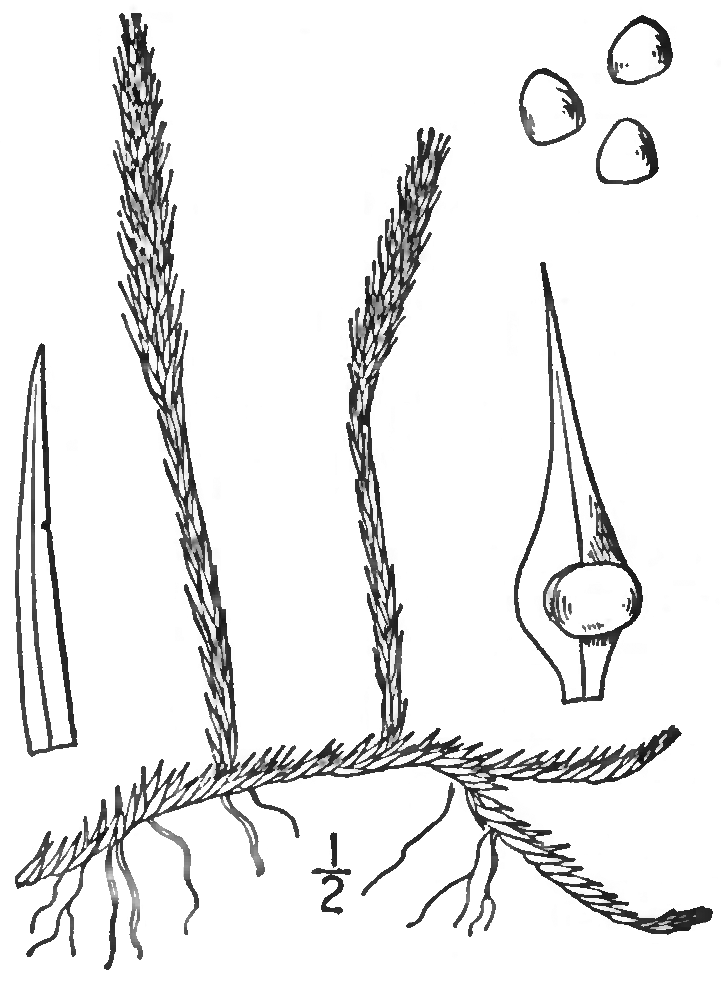
Illustration

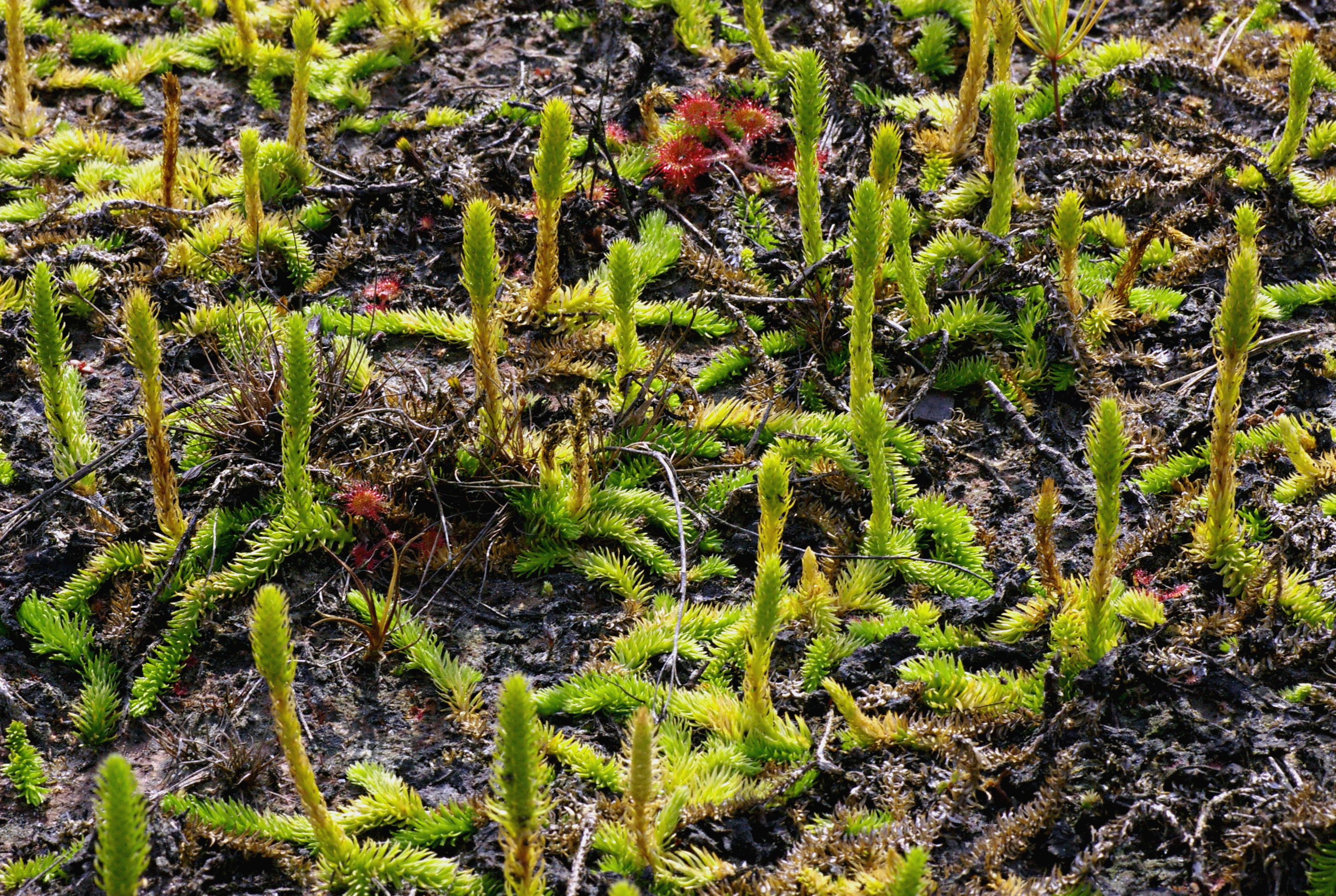
Bestand des Sumpf-Bärlapps mit Sporophyllen

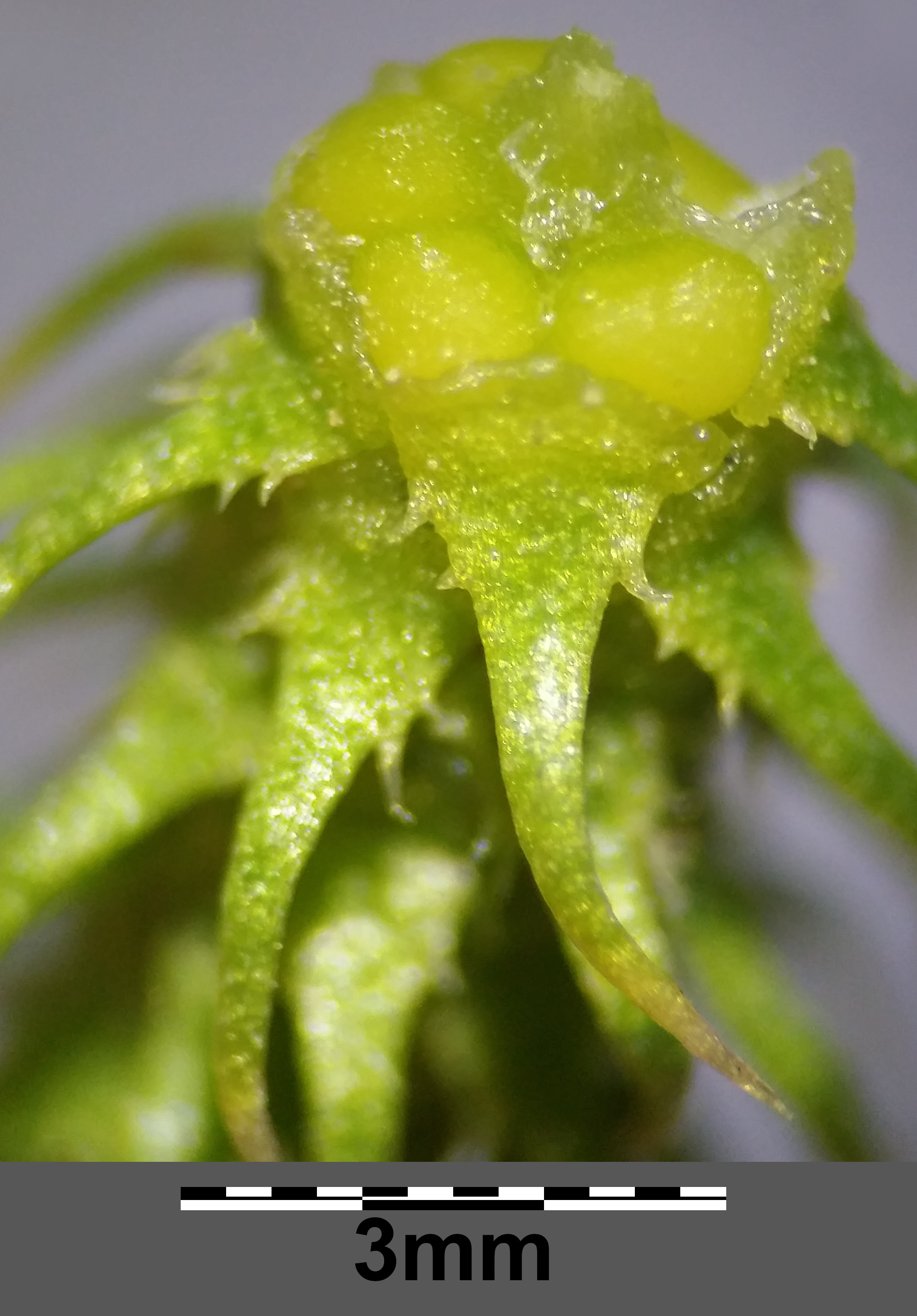
Sporophylle

Der Gewöhnliche Sumpf-Bärlapp ist eine ausdauernde krautige Pflanze. Es werden kriechende Sprossachsen gebildet, deren oberirdische Kriechsprosse 2 bis 10 Zentimeter lang sind. Im Habitus ähnelt er Laubmoosen (besonders den Widertonmoosen (Polytrichum)). Die Blätter des kriechenden Stängels sind sichelförmig aufwärts gekrümmt. Die der Äste sind aufrecht, leicht am Stängel anliegend, bei einer Länge von 5 bis 7 Millimetern schmal-lanzettlich, ganzrandig und am Rand durchscheinend.
Die sporangientragenden Abschnitte stehen aufrecht und sind 6 bis 10, selten bis zu 15 Zentimeter lang. Die Sporangienähre ist 2 bis 3, selten bis zu 5 Zentimeter lang und undeutlich von der Sprossachse abgesetzt. Die Blätter stehen spiralig und sind aufwärts gebogen. Die Sporophylle sind gelb-grün, am Grund breit-eiförmig, haben dort einen gesägten Blattrand; sie sind in eine lanzettliche, ganzrandige, zuletzt aufrechte Spitze verschmälert. Die Sporangien sind queroval und hell-ockergelb. Die Sporen haben einen Durchmesser von 40 bis 46 Mikrometern und reifen von Juni bis Oktober.
Die Chromosomenzahl beträgt 2n = 156.

## Ökologie
Der Gewöhnliche Sumpf-Bärlapp besitzt eine niedrige am Boden kriechende, in der ganzen Länge wurzelnde, sommergrüne Sprossachse, die jährlich nur eine ungestielte, endständige Sporenähre ausbildet. Das oberirdische Prothallium hat grüne assimilierende Lappen. Lycopodiella inundata ist eine Lichtpflanze.

## Vorkommen und Gefährdung
Der Gewöhnliche Sumpf-Bärlapp ist (temperat)-boreales, schwach subatlantisches Florenelement. Der Sumpf-Bärlapp ist zirkumpolar verbreitet.
Auf der Nordhalbkugel ist Lycopodiella inundata in Europa und Nordamerika (vor allem im östlichen Teil) verbreitet. Selten findet man ihn in Ostasien, in der Türkei und in Georgien. Speziell in Europa tritt er vor allem auf in den kühlen und gemäßigten Gebieten (nordwärts bis zum 66° nördlicher Breite), ostwärts bis Finnland, das westliche Russland und Bulgarien, südwärts bis ins nördliche Portugal, in die Pyrenäen, die Alpen und die Karpaten. Auch auf den Azoren kommt er vor. Einzelvorkommen findet man im nördlichen Apennin. In Europa kommt er in fast allen Ländern vor und fehlt nur in Island, Moldau, im europäischen Teil der Türkei und im Gebiet zwischen Ungarn und Griechenland.
Der Sumpf-Bärlapp wächst in Mitteleuropa auf offenen Hochmoor-Böden, in Zwischenmooren, auf Schwingrasen, in Moorschlenken, in feuchten Dünensenken sowie auf anthropogenen Sekundärstandorten. Er kommt vorwiegend auf nassen, mäßig basenreichen bis sauren Torfschlammböden oder auf humosem Sand vor. Der Sumpf-Bärlapp ist in Mitteleuropa pflanzensoziologisch eine Charakterart des Rhynchosporetum aus dem Verband Rhynchosporion.
Der Sumpf-Bärlapp steigt bis in die montane Höhenstufe, in den Alpen auch höher, bis in eine Höhenlage von 1700 Metern bei Svossa bei San Bernardino. In den Allgäuer Alpen steigt er auf dem Ziebelmoos nahe dem Piesenkopf bei Rohrmoos in Bayern bis in eine Höhenlage von 1420 Metern auf.
In Deutschland wird der Sumpf-Bärlapp insgesamt als „gefährdet“ eingeschätzt, in vielen Bundesländern gilt er aber als „stark gefährdet“ oder sogar „vom Aussterben bedroht“. Er ist deshalb als eine nationale Verantwortungsart innerhalb der Nationalen Strategie zur biologischen Vielfalt der Bundesregierung eingestuft. Er ist durch die BArtSchV und durch die FFH-Richtlinie Anhang V der Europäischen Union geschützt. In Österreich ist er „stark gefährdet“ und fehlt in Wien und Burgenland. In Liechtenstein fehlt er.

## Taxonomie
Die Erstveröffentlichung erfolgte 1753 unter dem Namen (Basionym) Lycopodium inundatum durch Carl von Linné in Species Plantarum, Tomus II, S. 1100. Die Neukombination zu Lycopodiella inundata (L.) Holub wurde durch Josef Holub in Lycopodiella, nový rod řádu Lycopodiales. in Preslia, Band 36, 1, 1964, S. 21 veröffentlicht. Weitere Synonyme für Lycopodiella inundata (L.) Holub sind: Lepidotis inundata (L.) Opiz, Lycopodium palustre Lam.

## Belege